# Regurgitate
Regurgitate (v českém překladu z angličtiny znamená vyvrhovat (např. potravu)) byla švédská goregrindová kapela založená roku 1990 zpěvákem Rikardem Janssonem a bubeníkem Matsem ve městě Stockholm.
Debutní studiové album Effortless Regurgitation of Bright Red Blood vyšlo v roce 1994 u nizozemského vydavatelství Lowland Records, celkem má Regurgitate na svém kontě čtyři dlouhohrající desky a množství split nahrávek. Kapela zanikla v roce 2009.

## Diskografie

### Dema
- Demo '91 (1991)
- Demo 1992 (1992)
- Promo 1999 (1999)

### Studiová alba
- Effortless Regurgitation of Bright Red Blood (1994)
- Carnivorous Erection (2000)
- Deviant (2003)
- Sickening Bliss (2006)

### EP
- Hatefilled Vengeance (2002)

### Kompilace
- Effortless Regurgitation... The Torture Sessions (1999)[3]

+ několik split nahrávek